# Заленштайн
Заленштайн (нім. Salenstein) — громада  в Швейцарії в кантоні Тургау, округ Кройцлінген.

## Географія
Заленштайн має площу 6,5 км², з яких на 14% дозволяється будівництво (житлове та будівництво доріг), 34,8% використовуються в сільськогосподарських цілях, 50,8% зайнято лісами, 0,3% не є продуктивними (річки, льодовики або гори).

## Демографія
2019 року в громаді мешкало 1369 осіб (+6,9% порівняно з 2010 роком), іноземців було 28,2%. Густота населення становила 209 осіб/км².
За віковим діапазоном населення розподілялося таким чином: 15,6% — особи молодші 20 років, 62,8% — особи у віці 20—64 років, 21,5% — особи у віці 65 років та старші. Було 649 помешкань (у середньому 2,1 особи в помешканні).
Із загальної кількості 554 працюючих 54 було зайнятих в первинному секторі, 50 — в обробній промисловості, 450 — в галузі послуг.